# Ross 128
Ross 128 (FI Virginis) – gwiazda w gwiazdozbiorze Panny, jedna z najbliższych Układowi Słonecznemu. Znajduje się w odległości około 11 lat świetlnych od Słońca.

## Właściwości fizyczne
Obserwowana wielkość gwiazdowa Ross 128 to zaledwie 11,15m, nie jest on widoczny gołym okiem. Jest to czerwony karzeł, pojedyncza gwiazda ciągu głównego należąca do typu widmowego M4. Jest zaliczana do gwiazd zmiennych rozbłyskowych, ale znacznie mniej aktywna niż bliższa Proxima Centauri. Ma ona temperaturę efektywną 3190 K, znacznie niższą niż temperatura fotosfery Słońca i jasność równą zaledwie 0,36% jasności Słońca. Jej promień stanowi tylko 20% promienia Słońca, a masa to 17% masy Słońca.
W swoim ruchu dookoła Centrum Galaktyki Ross 128 zbliża się do Słońca i za 71 tysięcy lat stanie się bliższy niż Proxima Centauri. Najmniejsza odległość między gwiazdami będzie równa 1,92 pc (6,26 roku świetlnego), potem zaczną się oddalać.

## Układ planetarny
Kosmiczny Teleskop Hubble’a poszukiwał planet-olbrzymów lub brązowych karłów wokół tej gwiazdy, poszukiwania dały wynik negatywny. Teoretyczna ekosfera wokół tej gwiazdy rozciąga się od 0,057 do 0,110 au od gwiazdy, przy tak małej odległości szybko dochodzi do synchronizacji obrotu z obiegiem
W 2017 roku metodą pomiaru zmian prędkości radialnej odkryto niewielką planetę krążącą wokół tej gwiazdy. Planeta Ross 128 b to planeta typu ziemskiego o masie 1,4 M🜨. Dociera do niej strumień promieniowania o 38% wyższy niż do Ziemi i temparatura równowagowa powierzchni jest szacowana na od –60 do 20 °C. Jeżeli ma ona dostatecznie gęstą atmosferę, na jej powierzchni może występować ciekła woda. Współczynnik podobieństwa do Ziemi planety b ma bardzo wysoką wartość, równą 0,86.